# Bladzijden uit Satans boek
Bladzijden uit Satans boek (Deens: Blade af Satans bog) is een Deense dramafilm uit 1920 onder regie van Carl Theodor Dreyer.

## Verhaal
De uit de Hemel verbannen Satan is gedoemd om de mens tot verleidingen te brengen. Bij elke toegift worden er honderd jaar toegevoegd aan zijn verblijf op aarde. Als de mens aan zijn verlokkingen kan weerstaan, worden er duizend jaar afgehaald van zijn straf. Door de eeuwen heen neemt Satan verschillende vormen aan.

## Rolverdeling
| Acteur             | Personage                                 |
| ------------------ | ----------------------------------------- |
| Helge Nissen       | Satan / Grootinquisiteur / Erneste / Ivan |
| Halvard Hoff       | Jezus                                     |
| Jacob Texiere      | Judas                                     |
| Hallander Helleman | Don Gomez de Castro                       |
| Ebon Strandin      | Isabel                                    |
| Johannes Meyer     | Don Fernandez                             |
| Nalle Halden       | Majordomus                                |
| Tenna Kraft        | Marie Antoinette                          |
| Viggo Wiehe        | Graaf van Chambord                        |
| Emma Wiehe         | Gravin van Chambord                       |
| Jeanne Tramcourt   | Geneviève van Chambord                    |
| Hugo Bruun         | Graaf Manuel                              |
| Elith Pio          | Joseph                                    |
| Emil Helsengreen   | Volkscommissaris                          |
| Viggo Lindstrøm    | Oude Pitou                                |